# Moa (cartunista)
Moacir Knorr Gutterres, o Moa (Porto Alegre, 1962) é um jornalista, cartunista e ilustrador brasileiro.
É formado em Jornalismo pela PUC-RS. Começou a desenhar profissionalmente em 1986. Já publicou seus desenhos em jornais sindicais e de empresas, campanhas políticas, materiais publicitários, publicações culturais, como a revista Aplauso e o jornal O Pasquim 21, além de em jornais diários como Diário do Sul e Zero Hora. Na mídia eletrônica é o autor de três vinhetas animadas, uma para a campanha publicitária da Feira do Livro e duas para o "plim-plim" da Rede Globo.
Em 2004 se lançou como autor de literatura infantil, com o livro Planetinhas, editado pela RBS Publicações. É também ilustrador de livros didáticos, revistas e materiais institucionais.
Atualmente faz charge editorial no Jornal do Comércio de Porto Alegre, dividindo o espaço com os chargistas Kayser e Santiago. Integra também a equipe de criação do longa-metragem de animação As Aventuras do Avião Vermelho, com roteiro baseado no livro homônimo de Érico Veríssimo.

## Prêmios
- 1988 - prêmio na categoria cartum no Salão Internacional de Humor de Piracicaba (São Paulo);
- 1992, 1993 e 2004 - primeiro lugar na categoria charge do 12º Salão Internacional de Desenho para a Imprensa, em Porto Alegre;
- 1995 - primeiro lugar na categoria cartum do 12º Salão Internacional de Humor do Piauí;
- 1997 - primeiro lugar na categoria cartum do 1º Salão de Humor do Mercosul, em Santa Maria;
- 1999 e 2004 - Excelent Prize no The Yomiuri International Cartoon Contest, em Tóquio (Japão);
- 2005 - segundo lugar no 3º Festival Internacional do Humor Gráfico de Cataratas do Iguaçu (Paraná) [1]
- 2006 - terceiro lugar na categoria melhor cartum no Salão Carioca de Humor da Casa de Cultura Laura Alvim;
- 2005 e 2007 - primeiro lugar na categoria de melhor cartum no Salão Carioca de Humor da Casa de Cultura Laura Alvim.